# 영스타운 스틸하운즈
| 영스타운 스틸하운즈     |                                     |
| 콘퍼런스                | 노던 콘퍼런스 (2007년~2008년)       |
| 디비전                  | 노스이스트 디비전 (2005년~2007년)   |
| 설립연도                | 2005년                              |
| 해체연도                | 2008년                              |
| 역사                    | 영스타운 스틸하운즈 (2005년~2008년) |
| 경기장                  | 쉐보레 센터                         |
| 연고지                  | 오하이오주 영스타운                 |
| 상징색                  | 감색, 철회색, 러스트                |
| 정규시즌 우승           | -                                   |
| 콘퍼런스 우승           | -                                   |
| 디비전 우승             | -                                   |
| 레이 미론 프레지던트 컵 | -                                   |
| 영구 결번               | -                                   |

영스타운 스틸하운즈(Youngstown SteelHounds)는 미국 오하이오주 영스타운을 연고지로 하는 2005년부터 2008년까지 CHL 소속 아이스 하키팀이 있었다.

## 역대 홈경기장
| 경기장              | 사용기간      | 수용인원 | 장소                | 비고 |
| ------------------- | ------------- | -------- | ------------------- | ---- |
| 영스타운 스틸하운즈 |               |          |                     |      |
| 쉐보레 센터         | 2005년~2008년 | 5,717명  | 오하이오주 영스타운 | 빈칸 |